# Jagoł
Jagoł (maced. Jaгол, alb. Jagolli) – wieś w Macedonii Północnej, administracyjnie należy do Gminy Osłomej.
Skład etniczny (2002):
- Albańczycy – 737
- Macedończycy – 12
- pozostali – 11